# Sofiología

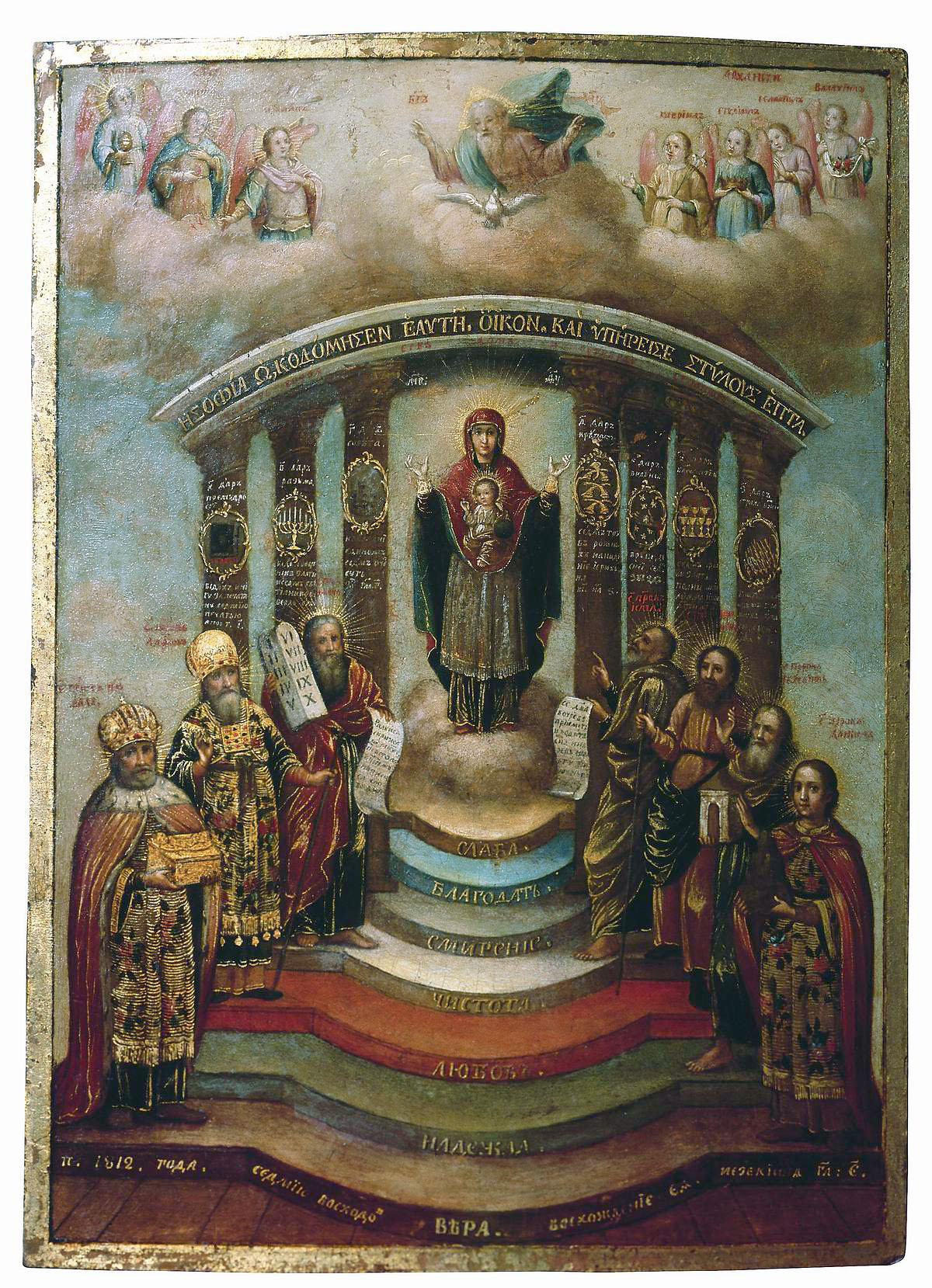
Ícono ruso, Sofía, la Sagrada Sabiduría, 1812.

La sofiología (del griego Σοφία "Sofía (sabiduría)") (en ruso София) es un concepto filosófico relacionado con la sabiduría, como también un concepto teológico relacionado con la sabiduría de Dios. 
Desde el punto de vista teológico es una rama de la teología cristiana que se ocupa de la Sabiduría de Dios. Desde un enfoque filosófico la sofiología comprende temas asociados al análisis de las relaciones entre los mundos visible e invisible, el rol de la naturaleza, como también la teleología y la gnoseología. 

## Orígenes
La sofiología tiene raíces en la tradición helenística, el platonismo, el gnosticismo, el Cristianismo místico (Hildegarda de Bingen (1098-1179), Jakob Böhme (1575–1624), Jane Leade (1624-1704)), Cristianismo esotérico (Rosacrucismo), el Cristianismo ortodoxo, la Teología de la Sabiduría, la teología rusa de los siglos XIX y XX (Serguéi Bulgákov bajo la influencia de Vladímir Soloviov), la espiritualidad New Age, como también en el feminismo contemporáneo.
El teólogo y economista ruso Serguéi Nikoláyevich Bulgákov, fue uno de los principales arquitectos en el desarrollo de la sofiología, centrándose en problemas relacionados con la creación del mundo y enfatizando la unidad de todas las cosas.

## Teología
Las elucubraciones teosóficas se concentran en ‘Sophia’, la sabiduría divina, desarrollada por algunos pensadores rusos de fines del siglo XIX y comienzos del siglo XX, que incluyen a Vladímir Soloviov, Serguéi Bulgákov y Pável Florenski. En el desarrollo de la sofiología también ejerció influencia el místico luterano de origen alemán Jakob Boehme que vivió en el siglo XVII. Los que adhieren a la sofiología perciben a Sophia como una presencia viva y creativa que conecta a Dios con la Creación.
Según Bulgákov la «sophía» es aquella realidad intermedia entre Dios y la creación. Es la presencia de lo divino en lo creado. La esencia de la Iglesia es ser el punto de unión entre la sophía divina y la sophía creada. La Iglesia es la «Sophía», es el sinergismo que une el cielo y la tierra. Su visibilidad es sacramental. Las celebraciones de los sacramentos justifican la existencia de la jerarquía. El Espíritu Santo anima a toda la Iglesia, clero y laicos: es en su sinfonía que Él hace oír su voz y da enseñanzas y directivas; no existen órganos especiales o de signos seguros. Buscarlos sería dar prueba de un "fetichismo eclesiástico".

## Sofía, Diosa de la sabiduría
Algunas personas consideran a Sofía una deidad, otros, un concepto teológico relacionado con la sabiduría de Dios. 
Algunos Cristianos consideran a Sofía representando la Novia de Cristo (Revelaciones 19) a pesar de que feministas como Judy Chicago lo han criticado ampliamente. Otros cristianos ven a la Diosa Sofía como una manifestación femenina de Dios representando a la sabiduría (Proverbios 8 y 9). 

## Información en la web

### Iconos e imágenes de Sofía (Sagrada sabiduría)
- Icon of Sophia, the Wisdom of God - A good brief overview of the Sophia icon
- Icon of Divine Sophia by Eileen McGuckin, The Icon Studio, New York  (enlace roto disponible en Internet Archive; véase el historial, la primera versión y la última).
- Divine Sophia Another Version of the Icon of Holy Wisdom by Eileen McGuckin Archivado el 5 de enero de 2009 en Wayback Machine.
- Holy Wisdom (early 18th century)
- Another icon of Sophia

### Películas
- Hartley Film Foundation, Sophia: Secret Wisdom - By John McGuckin and others

### Ensayos relacionados con Sofía o la sofiología
- Lilianna Kiejzik on the emergence of the study of Sophia (Sophiology) in Russian philosophy Archivado el 13 de marzo de 2013 en Wayback Machine. - in Polish
- Gregorios Wassen, Introduction to Sophiology
- Gregorios Wassen, The Divine Sophia in the Holy Trinity
- Gregorios Wassen, Sophia in Fr. Sergius Bulgakov's Theological Thought
- Jonathan Seiling, Kant's Third Antinomy and Spinoza's Substance in the Sophiology of Florenskii and Bulgakov - Presented at Florensky conference in Moscow, September 2005
- Joseph H. J. Leach, Parallel Visions - A consideration of the work of Pavel Florensky and Pierre Teilhard de Chardin - Contains a section on Sophia
- Cambridge Institute for Orthodox Christian Studies, The Figure of Wisdom in the Patristic Tradition
- Discussion thread at Monachos.net: Sophia in the patristic tradition
- (en italiano) La Sofia Come Quarta Ipostasi Tra Dio e Il Mondo - By Rosanna Gambino

### En otras tradiciones
- Sophia: Goddess of Wisdom & God's Bride
- Virgin Sophia - Rosicrucian Library
- Dark Mirrors of Heaven: Gnostic Cosmogony